# ML Estàndard
L'ML Estàndard, conegut per les sigles SML, de l'anglès Standard ML, és un llenguatge de programació funcional per a aplicacions de tota mena, amb comprovació de tipus en temps de compilació, i inferència de tipus.
És popular entre desenvolupadors de compiladors, i investigadors de llenguatges de programació, així com demostradors de teoremes.
SML és un descendent modern del llenguatge de programació ML emprat en el projecte de demostració de teoremes "Lògica per a funcions computables".
Es distingeix entre altres llenguatges de programació en què té una especificació formal i semàntica operacional proposades a "La Definició de Standard ML (1990)" i revisada i simplificada en l'edició de 1997.

## Programa "Hola Món"
Podem descarregar l'intèrpret sml de SML de New Jersey
- cas de Linux, del paquet smlnj
- altrament el podeu descarregar d'aquí.[1]

Instruccions per a l'intèrpret
- la grafia de l'apuntador (el text que l'intèrpret escriu per indicar que espera l'entrada) normal de l'intèrpret és '-'. Si la comanda és incompleta (ex. ens hem deixat el punt i coma final) canvia a '='
- Per carregar un fitxer sml la comanda és: use "nomfitxer" ;

```
$
sml

-
 
val
 
run
 
=
 
print
 
"Hola Món
\n
"
 
;

 
Hola
 
Món

 
val
 
run
 
=
 
()
 
:
 
unit

```

També podem obtenir els compiladors MLton i MLkit.

## Característiques
Vegeu ref.

### Generals
- Avaluació primerenca (Semàntica estricta). Les expressions s'avaluen i associen als símbols lligats seguint l'ordre de les declaracions.

### Identificadors
Vegeu ref.

### Sintaxi
Vegeu enllaç. Les instruccions, excepte la darrera, se separen amb punt i coma.
Els punt i coma a fi de línia es poden estalviar.
Per especificar més d'una instrucció en una expressió (per ex. prints, o assignacions, a més de l'expressió de retorn) cal no ometre els punt-i-coma de separació.
```
 
val
 
nom
 
=
 
let

 
val
 
a
 
=
 
expr1
 
 
val
 
b
 
=
 
expr2

 
in

 
expr3
;
 
expr4
;
 
expr_a_retornar

 
end

```

#### Comentaris
```
 
(* comentari multilínia

 *)

```

### Tipus

#### Tipus bàsics
Consulteu-ne les operacions a la biblioteca SML Basis
```
unit (* tipus buit *)
literals: ()
```

```
bool (estructura 
Bool
)
literals: true, false
ops: 
not
 b
a 
orelse
 b
a 
andalso
 b
```

```
int (estruct. 
Int
), LargeInt.int (* sencers 
(consulteu Int.precision i LargeInt.precision a la vostra implementació) 
Vegeu secció
```

, atenció: el signe menys de l'oper. unària (un sol operand) es fa 
```
amb la tilde (tecles AltGr+4 seguit d'espai),
no amb el guió, reservat per a la oper. 
binària
 *)
literals: 0, 
~
1, (5-4), 0x7F
```

```
word (estruct. 
Word
), Word8.word (word8), LargeWord.word 
(* ops. de naturals amb aritmètica modular
```

, implementa les operacions a nivell de bit 
, consulteu precisions amb ([Large]Word.fromInt ~1)
, opcionalment hi pot haver Word<N>.word (word<N> per abreujar)
, els intercanvis entre tipus de dif. precisió es poden fer passant pel tipus LargeWord
```
*)
literals: 0w0, 0w1, 0wx7F
ops de conversió: Word<N>.{ toLarge | toLargeX (amb extensió de signe) | fromLarge | toInt | ... }
algunes op. binàries Word<N>.{andb | orb | xorb | << | >> | ~>> | + | - | * | div | mod | ...} (a, b) 
(* no hi ha defs infix *)
algunes op. unàries Word<N>.{~ (complement a dos) | notb (negació bit a bit) }
```

```
real (estruct 
Real
), LargeReal.real (* reals de coma flotant 
(consulteu Real.precision i LargeReal.precision: són idèntiques en algunes implementacions *)
literals: 0.5 ~1.5
(* els reals no es consideren un tipus que implementi igualtat.
(a = b) no està definit, tampoc es pot emprar en un "case expr_real of"
cal utilitzar Real.== en posició prefix *)
Real.== (x, 2.5) (* igualtat excepte si són NaNs (no-numèrics) *) 
Real.!= (* no Real.==)
Real.?= (* igualtat bit a bit, sense tenir en compte el signe del zero *)
```

```
char (estruct. 
Char
)
literals: #"A" (* caràcter A *)
```

#### Tipus algebraics

##### Tipus producte
```
tuples: 'a * 'b * ...
```

```
literals: (a, b) (a, b, c)
tipus de (5, 3.2) és: 
int * real

tipus de (5, [3.2]) és : 
int * real list

#1 (a, b) = a (* #1: primer elem. o camp *)
#2 (a, b) = b
```

```
registres:
tipus (exemple): {marca: string, rodes: int}
```

```
valor: val cotxe_de_l_avi = {marca = "hispano_suiza", rodes = 4}
```

```
camp: val marca_del_cotxe = #marca cotxe_de_l_avi 
```

##### enumeracions
```
 
datatype
 
color
 
=
 
Vermell
 
|
 
Blau
 
|
 
Verd

```

##### Tipus suma (unió discriminada)
```
 
datatype
 
arbre_sencers
 
=
 
Fulla
 
of
 
int
 
|
 
Branca_sencers
 
of
 
int
 
*
 
arbre_sencers
 
*
 
arbre_sencers
 
;

 
val
 
a
 
=
 
Fulla
 
3
 
;

 
val
 
b
 
=
 
Branca_sencers
 
(
5
,
 
a
,
 
a
)
 
;

```

##### Tipus polimòrfics
Tipus parametritzats. Cas de prefix
- un apòstrof: com ('a) indica variable de tipus
- doble apòstrof: com (''a) afegeix requeriment que la variable implementi igualtat (per a tipus eqtype)

```
 
datatype
 
'
a
 
arbre
 
=
 
Arbre_buit
 
|
 
Branca
 
of
 
'
a
 
*
 
'
a
 
arbre
 
*
 
'
a
 
arbre
 
;

 
(* cas de més d'un paràmetre, es posen en tupla *)

 
datatype
 
(
'
a
,
 
'
b
)
 
un_o_altre
 
=
 
Esquerra
 
of
 
'
a
 
|
 
Dreta
 
of
 
'
b
 
;

tipus
 
(
'
a
 
option
)
 
per
 
a
 
paràmetres
 
opcionals
 
i
 
com
 
a
 
resultat
 
de
 
funcions
 
definides
 
parcialment
:

 
'
a
 
option
 
(
estruct
.
 
[
http
://
sml
.
sourceforge
.
net
/
Basis
/
option
.
html
 
Option
])

 
datatype
 
'
a
 
option
 
=
 
NONE
 
|
 
SOME
 
of
 
'
a

 
ús
:

 
case
 
expr
 
of
 
NONE
 
=>
 
...
 
(* cas de no definit *)

 
SOME
 
v
 
=>
 
f
(
v
)
 
(* cas definit *)

```

#### Llistes
```
 
'
a
 
list
 
(
estruct
.
 
[
http
://
sml
.
sourceforge
.
net
/
Basis
/
list
.
html
 
List
])

 
datatype
 
'
a
 
list
 
=
 
nil
 
|
 
::
 
of
 
'
a
 
*
 
'
a
 
list
 
(* nil | ''Cons'' de ('a * llista de 'a) *)

 
literals
:
 
nil
,
 
[]
,
 
[
1
,
2
,
3
]

 
[]
 
=
 
nil
 
;

 
[
 
1
,
 
2
,
 
3
]
 
=
 
1
 
::
 
2
 
::
 
3
 
::
 
nil
 
;

 
ops
:

 
1
 
::
 
[
2
,
 
3
]
 
=
 
[
1
,
 
2
,
 
3
]

 
[
 
1
,
 
2
]
 
@
 
[
3
,
 
4
]
 
=
 
[
1
,
 
2
,
 
3
,
 
4
]
 
;

 
hd
 
[
1
,
 
2
,
 
3
]
 
=
 
1
 
;

 
tl
 
[
1
,
 
2
,
 
3
]
 
=
 
[
2
,
 
3
]
 
;

 
(* ops. sobre parelles de llistes a [http://sml.sourceforge.net/Basis/list-pair.html ListPair] *)

```

#### Tipus amb allotjament lineal
```
string (estruct. 
String
)
literals: "abc"
"abc" ^ "def" = "abcdef" 
String.sub("abc", 0) = #"a" (* subelement (caràcter) a la posició x *)
String.str(#"a") = "a" (* caràcter a string *)
```

```
(* ops. sobre subseqüències a l'estructura 
Substring
 *)
```

```
vectors immutables:
'a vector (estruct. 
Vector
) (* seqüència immutable d'accés aleatori (cost O(1)) *)
```

```
(* ops. sobre subseqüències a l'estructura 
VectorSlice
 *)
```

```
vectors mudables:
'a array (estruct. 
Array
) (* seqüència mudable d'accés aleatori (cost O(1)) *)
```

```
(* ops. sobre subseqüències a l'estructura 
ArraySlice
 *)
```

#### Sinònims de tipus
```
 
type
 
nom_de_tipus
;
 
(* tipus abstracte *)

 
type
 
arbre_de_tires
 
=
 
string
 
arbre

```

#### clàusulaeqtype t: estableix que el tipus implementa igualtat
El símbol = està sobrecarregat per les operacions d'igualtat de diversos tipus, però no tots els tipus l'implementen.
En els patrons només es poden emprar literals de tipus que implementin igualtat.
Els Reals no es considera que implementen igualtat. Tenen una operació de comparació específica amb doble signe igual (==) igualtat exceptuant NaNs (no-numèrics); (!=): negat de (==); (?=): igualtat bit a bit sense tenir en compte el signe quan és zero.
Els Arrays tenen una igualtat especial (igualtat de referències), són iguals només si són el mateix (creats en la mateixa crida).
```
eqtype
 tipus_eq (* tipus que implementa igualtat *)
[
9
]

ops:
(a = b) 
(* en un case, el tipus de l'expressió i dels patrons que es comparen han de ser 
eqtype
 *)
(case 
expr
 of 
patró1
 => 
expr1
 | 
patró2
 => 
expr2
 | ...) 
```

Per explicitar el requeriment que un tipus implementi igualtat, les operacions polimòrfiques que fan servir igualtat sobre alguns dels paràmetres, han de distingir-ne els paràmetres de tipus mitjançant el prefix de doble apòstrof.
```
 
fun
 
cerca
 
(
llista
:
 
’’
a
 
list
,
 
y
:
 
’’
a
)
 
=
 
(* doble apòstrof degut a (x=y) *)

 
(
case
 
llista
 
of
 
nil
 
=>
 
false

 
|
 
x
::
xs
 
=>
 
(
x
=
y
)
 
orelse
 
cerca
 
(
xs
,
 
y
)

)

```

#### Restricció de tipus
```
 
val
 
a
 
:
 
<
tipus
>

```

### Expressions

#### Lligams
Associació d'un símbol a una expressió
```
 
val
 
v_a
 
=
 
<
expressió
>

 
val
 
(
v_a
,
 
v_b
)
 
=
 
<
expressió_que_retorna_tupla2
>

 
val
 
{
camp_a
 
=
 
v_a
,
 
camp_b
 
=
 
v_b
}
 
=
 
<
expressio
 
que
 
retorna
 
registre
 
amb
 
camp_a
 
i
 
camp_b
>

```

#### Operadors
Vegeu ref.

#### Alternatives
```
 
if
 
<
condició
>
 
then
 
<
expressió
>
 
else
 
<
expressió
>

 
case
 
<
expressió
>
 
of
 
 
<
patró
>
 
=>
 
<
expressió
>

 
|
 
<
patró
>
 
=>
 
<
expressió
>

```

#### Funcions
```
 
fun
 
incr
 
n
 
=
 
n
 
+
1
 
;

 
(* equivalent: lligam d'un símbol amb una funció anònima *)

 
val
 
incr
 
=
 
fn
 
n
 
=>
 
n
 
+
1
 
;

 
(* amb recursivitat *)

 
val
 
rec
 
fact_rf
 
=
 
fn
 
(
acum
,
 
0
)
 
=>
 
acum

 
|
 
(
acum
,
 
n
)
 
=>
 
fact_rf
 
(
acum
 
*
 
n
,
 
n
-
1
)
 
;

 
(* amb restricció / declaració de tipus *)

 
val
 
fact
 
:
 
int
 
->
 
int
 
=
 
fn
 
0
 
=>
 
1
 
 
|
 
n
 
=>
 
if
 
n
 
>
 
0
 
then
 
fact_rf
 
(
1
,
 
n
)
 
 
else
 
raise
 
Fail
 
"arg. il·legal"
 
;

 
(* definicions simultànies (''and'') relacionades circularment *)

 
fun
 
parell
 
0
 
=
 
true

 
|
 
parell
 
n
 
=
 
senar
 
(
n
-
1
)

 
and
 
senar
 
0
 
=
 
false

 
|
 
senar
 
n
 
=
 
parell
 
(
n
-
1
)

 
(* retornant més d'un valor *)

 
fun
 
meitat_i_doble
(
x
:
int
):
int
*
int
 
=
 
(
x
 
div
 
2
,
 
2
*
x
)
 
;

```

#### Funcions Currificables
Vegeu currificació.
```
 
fun
 
suma_curri
 
(
x
:
int
)
 
(
y
:
int
)
 
=
 
x
 
+
 
y
;
 
(* tipus suma_curri: int -> int -> int *)

 
fun
 
suma_tupla
 
(
x
:
int
,
 
y
:
int
)
 
=
 
x
 
+
 
y
;
 
(* tipus suma_tupla: int * int -> int *)

 
val
 
suma3
 
=
 
suma_curri
 
3
;
 
(* tipus suma3 : int -> int *)

 
val
 
result
 
=
 
suma3
 
7
;
 
(* aplica suma3 a 7 *)

 
(* funcions curry i uncurry permeten aplicar funcions 

 a paràmetres agrupats / desagrupats de manera diferent a la definida 

 i en el cas de curry per a poder definir funcions fixant una part dels paràmetres

 *)

 
fun
 
curry
 
f
 
x
 
y
 
=
 
f
 
(
x
,
 
y
)

 
fun
 
uncurry
 
f
 
(
x
,
 
y
)
 
=
 
f
 
x
 
y

 
(
curry
 
suma_tupla
)
 
3
 
4
;
 
(* aplica func de tupla a params. desagrupats *)

 
val
 
suma_amb3_currificada
 
=
 
(
curry
 
suma_tupla
)
 
3
 
;

 
(
uncurry
 
suma_curri
)
 
(
3
,
 
4
);
 
(* aplica func de params en seqüència a una tupla *)

```

#### Composició de funcions
```
 
fun
 
aplica_comp
 
f
 
g
 
x
 
=
 
(
f
 
o
 
g
)
 
x
;
 
(* (f . g) operador estàndard lletra 'o' *)

```

#### definició d'operadors
```
 
val
 
<<
 
=
 
Word
.
<<
 
(* declara l'op. << per a l'ús en l'àmbit actual *)

 
infix
 
5
 
<<
 
(* permet la posició infix de l'operació amb la precedència especificada.

 ''infixr'' cas d'associativitat per la dreta *)

 
(* (op <<) ''op'' permet referirnos a l'operador com a funció, 

 i evitar que l'analitzador sintàctic doni error a (<<) per no haver-lo posat en posició infix *)

 
(
op
 
<<):
 
word
 
*
 
word
 
->
 
word

```

#### declaracions d'àmbit local dins d'una expressió
```
 
let

 
val
 
a
 
=
 
<
expressió
>

 
in

 
a
+
1

 
end

```

#### declaracions d'àmbit local a nivell de declaracions
```
 
local

 
fun
 
incr
 
n
 
=
 
n
+
1
 
 
in

 
val
 
a
 
=
 
incr
 
5

 
end

```

#### encaixos de patrons
'_' és el comodí
```
 
fun
 
llargada
 
nil
 
=
 
0

 
|
 
llargada
 
(_::
cua
)
 
=
 
1
 
+
 
llargada
 
cua
 
;

```

- as patterns: v com <patró>

```
 
fun
 
prova
 
(
v
 
as
 
(_::_))
 
=
 
...
 
(* la variable v contindrà el terme encaixat *)

```

- encaix de registres

```
 
fun
 
admet_cotxe
 
({
marca
 
=
 
v_marca
,
 
data_fabric
 
=
 
v_data_fabric
})
 
=
 
...

```

#### excepcions
```
 
(
expr
)
 
handle
 
Excepció1
 
=>
 
expr1

 
|
 
Excepció2
 
=>
 
expr2

```

ex.:
```
 
exception
 
ExcNo_hi_es
 
of
 
string
 
;

 
fun
 
cerca'
 
(
str
,
 
nil
)
 
=
 
raise
 
ExcNo_hi_es
 
(
str
 
^
 
" no hi és"
)

 
|
 
cerca'
 
(
str
,
 
cap
::
cua
)
 
=
 
if
 
str
 
=
 
cap
 
then
 
print
 
(
str
 
^
 
" trobada
\n
"
)

 
else
 
cerca'
 
(
str
,
 
cua
)

 
fun
 
cerca
 
(
str
:
 
string
,
 
dades
:
 
string
 
list
)
 
=
 
 
(
cerca'
 
(
str
,
 
dades
);
 
true
)
 
 
handle
 
ExcNo_hi_es
 
msg
 
=>
 
(
print
 
(
"ExcNo_hi_es: "
 
^
 
msg
 
^
 
"
\n
"
);
 
false
)

 
|
 
_
 
=>
 
(
print
 
"altra excepció
\n
"
;
 
false
)

```

### Mòduls

#### el tipus d'una estructura:Signatura
Col·lecció d'especificacions (type, datatype, exception i tipus de variables).
```
signature
 
SigConjunt
 
=

sig

 
type
 
''
a
 
conj
 
(* conjunt d'elements de tipus ''a, doble apòstrof: requeriment que implementi igualtat *)

 
val
 
conjunt_buit
 
:
 
''
a
 
conj

 
exception
 
ExcNo_hi_es

 
val
 
afegir_a_conjunt
:
 
''
a
 
*
 
''
a
 
conj
 
->
 
''
a
 
conj

 
val
 
membre_de_conjunt
 
:
 
''
a
 
*
 
''
a
 
set
 
->
 
bool

end

```

##### herència en signatures
- especialització afegint funcions

```
signature
 
SigConjunt_amb_EsBuit
 
=

sig

 
include
 
SigConjunt

 
val
 
es_buit
:
 
''
a
 
conj
 
->
 
bool

end

```

- especialització per refinament de tipus

```
signature
 
SigConjunt_Com_A_Llista
 
=
 
 
SigConjunt
 
where
 
 
type
 
''
a
 
conj
 
=
 
''
a
 
list
 
;

```

#### estructures
```
 
structure
 
Conjunt
 
=

 
struct

 
type
 
'
a
 
conj
 
=
 
'
a
 
list
 
;

 
val
 
conjunt_buit
 
=
 
[]
 
;

 
exception
 
ExcNo_hi_es
 
of
 
string
 
;

 
val
 
afegir_a_conjunt
 
(
x
,
 
conj
)
 
=
 
op
 
::
 
;

 
val
 
membre_de_conjunt
 
=
 
ListUtils
.
member
 
;

 
end

```

#### Functors: Estructures paramètriques
- L'argument formal pot ser una signatura o una seqüència sig .. end.
- El paràmetre actual pot ser una estructura o una seq. struct .. end.

```
 
functor
 
ParellGeneric
 
(
Q
 
:
 
sig
 
 
type
 
tipus_elem
 
 
end
 

)
 
=

 
struct
 
 
type
 
tip_parell
 
=
 
Q
.
tipus_elem
 
*
 
Q
.
tipus_elem
 
 
end
 
;

 
structure
 
ParellDeSencers
 
=
 
ParellGeneric
(
struct
 
 
type
 
tipus_elem
 
=
 
int
 
 
end
);
 
 
(* structure ParellDeSencers : sig type tip_parell = int * int end *)

 
val
 
s_parell
 
:
 
ParellDeSencers
.
tip_parell
 
=
 
(
3
,
 
4
)
 
;

```

#### adscripció transparent (:) d'una estructura a una signatura
Els constructors de tipus queden accessibles. Es diu que la signatura queda augmentada amb els tipus concrets.
Els elements de l'estructura no descrits a la signatura quedaran d'ús intern o accés privat (no exportats).
```
 
signature
 
S
 
=
 
 
sig

 
type
 
t

 
val
 
zero
 
:
 
t

 
val
 
succ
 
:
 
t
 
->
 
t

 
val
 
anterior
 
:
 
t
 
*
 
t
 
->
 
bool

 
end

 
structure
 
M
 
:
 
S
 
(* adscripció transparent *)
 
=

 
struct

 
type
 
t
 
=
 
int

 
val
 
zero
 
=
 
0

 
fun
 
succ
 
a
 
=
 
a
 
+
1

 
fun
 
anterior
 
(
a
,
 
b
)
 
=
 
a
 
<
 
b

 
fun
 
posterior
 
(
a
,
 
b
)
 
=
 
a
 
>
 
b

 
end

 
(* a l'intèrpret sml *)

 
M
.
succ
 
M
.
zero
 
;

 
(* val it = 1 : M.t *)

 
M
.
anterior
 
(
M
.
zero
,
 
M
.
succ
 
M
.
zero
)
 
;

 
(* val it = true : bool *)

 
M
.
posterior
 
(
M
.
zero
,
 
M
.
succ
 
M
.
zero
);
 
(* posterior no és a la signatura, queda inaccessible (només d'accés intern) *)

 
(* Error: unbound variable or constructor: posterior in path M.posterior *)

```

#### adscripció opaca (:>) d'una estructura a una signatura (tipus opacs)
Els tipus queden opacs i no se'n podran emprar els constructors. Només se'n podran manipular els elements per les operacions de la signatura.
Els elements de l'estructura no descrits a la signatura quedaran d'ús intern o accés privat.
```
 
signature
 
S
 
=
 
 
sig

 
type
 
t

 
val
 
zero
 
:
 
t

 
val
 
succ
 
:
 
t
 
->
 
t

 
end

 
structure
 
M
 
:>
 
S
 
(* adscripció opaca *)
 
=

 
struct

 
datatype
 
dt
 
=
 
A
 
|
 
B
 
|
 
C

 
type
 
t
 
=
 
dt

 
val
 
zero
 
=
 
A

 
val
 
succ
 
=
 
fn
 
A
 
=>
 
B

 
|
 
B
 
=>
 
C

 
|
 
C
 
=>
 
A

 
end

 
(* a l'intèrpret sml *)

 
M
.
zero
 
;

 
(* val it = - : M.t *)
 
(* el valor no es mostra *)

 
M
.
succ
 
M
.
A
;
 
(* constructor inaccessible *)

 
(* Error: unbound variable or constructor: A in path M.A *)

 
M
.
succ
 
M
.
zero
;
 
(* així sí que s'accepta l'operació *)

 
(* val it = - : M.t *)

```

#### importació
```
val a = Conjunt.conjunt_buit
```

```
open
 Conjunt (* importa els símbols del mòdul 
Conjunt
 a l'àmbit actual (ja no caldrà prefixar-los) *) 
val a = conjunt_buit
```

Els fitxers que contenen les estructures emprades, les localitza el compilador de la manera següent:
cas d'aplic. d'un sol mòdul
el compilador les busca a la Biblioteca Basis instal·lada
cas d'aplic. multi-mòdul
cal declarar els diferents fitxers de codi en un fitxer de projecte. Vegeu secció

#### Aplicacions multi-mòdul
Hi ha dos sistemes diferents
- MLBasis[12]

suportat per MLton i MLkit
- Compilation Manager[13]

suportat per SML/NJ i fins ara per MLton que n'abandona el suport en futures versions.

#### Arrencada
Per ex.:
```
 
val
 
rec
 
processa_args
:
 
string
 
list
 
->
 
unit
 
=
 
 
fn
 
nil
 
=>
 
()

 
|
 
arg
::
cua
 
=>
 
let
 
val
 
_
 
=
 
print
 
(
arg
 
^
 
"
\n
"
)
 
 
in
 
processa_args
 
cua

 
end

 
(* darrer lligam del fitxer *)

 
val
 
main
:
 
OS
.
Process
.
status
 
=
 
 
let

 
val
 
args
 
=
 
CommandLine
.
arguments
 
()

 
val
 
nomprog
 
=
 
CommandLine
.
name
 
()

 
in

 
case
 
args
 
of

 
nil
 
=>
 
let
 
val
 
_
 
=
 
print
 
(
"us: "
 
^
 
nomprog
 
^
 
" parametres per bla bla bla
\n
"
)
 
 
in
 
OS
.
Process
.
exit
 
OS
.
Process
.
failure

 
end

 
|
 
_
 
=>
 
let
 
val
 
_
 
=
 
processa_args
 
args
 
 
in
 
OS
.
Process
.
success

 
end

 
end

```

#### Compilació i exec.

##### Mlton
```
mlton aplic.sml
./aplic
```

cas d'aplicació multi-mòdul o bé si fem servir alguna biblioteca de funcionalitat addicional, cal crear un fitxer de projecte .mlb
```
(* hola-mon.mlb *)
$(SML_LIB)/basis/basis.mlb
$(SML_LIB)/basis/mlton.mlb (* funcionalitat addicional basis-extra *)
hola-mon.sml 
```

```
mlton hola-mon.mlb
./hola-mon
```

##### MLKit
```
mlkit aplic.sml
./run
```

cas d'aplicació multi-mòdul, crear fitxer de projecte ".mlb"
```
(* projecte.mlb *)
$(SML_LIB)/basis/basis.mlb
lib.sml
principal.sml
```

```
mlkit projecte.mlb
./run
```

##### SML de New Jersey
Permet compilar a un format anomenat heap-image. Vegeu Compilation Manager.
Cal construir el programa com a biblioteca i exportar (ho fa el ml-build) una funció inicial (la típica main) amb tipus (nom_del_programa * llista_de_params_de_la_comanda retornant codi de finalització :OS.Process.status) com a l'exemple següent:
```
(* fitxer nj_hola.sml *)

structure
 
Nj_hola
 
=

struct

	
val
 
rec
 
processa_args
:
 
string
 
list
 
->
 
unit
 
=
 
 
fn
 
[]
 
=>
 
()

	 
|
 
(
cap
::
cua
)
 
=>
 
(
print
 
(
"arg: "
 
^
 
cap
 
^
 
"
\n
"
)
 
;

 
processa_args
 
cua

)
 
;

	
fun
 
main
 
(
nomprog
:
string
,
 
args
:
string
 
list
):
 
OS
.
Process
.
status
 
=

 
if
 
List
.
length
 
args
 
=
 
0
 
then
 
let
 
val
 
_
 
=
 
print
 
"falten arguments
\n
"

 
in
 
OS
.
Process
.
exit
 
1

 
end

 
else

 
let
 
val
 
_
 
=
 
print
 
(
"hola soc el programa "
 
^
 
nomprog
 
^
 
"
\n
"
)
 
;

 
val
 
_
 
=
 
processa_args
 
args
 
;

 
in
 
OS
.
Process
.
success
 
 
end

end

```

Fitxer de projecte segons especificació "Compilation Manager":
```
(* fitxer nj_hola.cm *)

Library

 
structure
 
Nj_hola

is

 
$/
basis
.
cm

 
nj_hola
.
sml

```

Compilació amb ml-build, genera fitxer de tipus heap-image amb nom com a nom_sortida "." arquitectura "-" sistema_operatiu
```
ml-build nj_hola.cm Nj_hola.main nj_hola
```

ha generat nj_hola.x86-linux; execució:
```
sml @SMLload=nj_hola.x86-linux arg1 arg2
```

dona la següent sortida:
```
hola sóc el programa /usr/lib/smlnj/bin/sml
arg: arg1
arg: arg2
```

### Efectes col·laterals
```
 
val
 
_
 
=
 
''
expressió''
 
(* expressió d'efectes laterals descartant resultat *)

 
(* per ex.: *)
 
 
val
 
_
 
=
 
print
 
"abc"
 
 
val
 
_
 
=
 
Array
.
update
(
arr
,
 
i
,
 
x
)

```

#### Programació imperativa (canvis d'estat)
- ref introdueix una referència a l'allotjament d'un altre objecte
- ! és l'operador invers que ens revela el valor de l'objecte referit per la variable
- := assigna un valor a l'objecte referit per la variable, modificant-ne l'estat

```
 
val
 
a
 
=
 
ref
 
5

 
a
 
:=
 
!
a
 
+
1
 
(* assignació -- atenció: qualsevol assignació retorna ''unit'' com a valor d'expressió*)

 
val
 
result
 
=
 
a
 
:=
 
!
a
 
+
 
1
;
 
!
a
 
(* ara retornarà el valor allotjat *)

```

Clàusula "while" (resultat que depèn d'un estat consultat per l'expr_booleana)
```
EBNF
: repetició = "while", expr_booleana, "do", expressió.
```

## Compiladors
- SMLNJ: SML de New Jersey[1] projecte de Bell Labs, Lucent Technologies i les universitats de Princeton i Yale.[20] Plataformes a la ref.[21]
- MLton:[3] coordinat per la Univ. de Chicago[22] Plataformes: un munt[23]
- MLkit:[4] Compilador amb gestió de memòria basada en regions, capaç de no incrementar l'ús de memòria en les iteracions, si es segueixen les directrius proposades. Coordinat per la Univ. de Copenhaguen. No suporta múltiples fils d'execució (ang:threads). Suport incomplet dels nombres reals.[24] Plataformes: x86

Comparació de rendiment dels compiladors de SML

## Biblioteca bàsica
L'API d'elements bàsics del llenguatge s'anomena SML Basis Library i en trobareu les definicions aquí.
Les funcions i símbols predefinits, accessibles sense qualificar, són l'estructura "General", la "List" i part de la "Option" de la SML Basis Library.
Atenció: la majoria dels operadors binaris definits en estructures de l'API no inclouen la declaració infix. per tant han de precedir la parella d'operands, per ex.:
```
Word.<< (operand1, 0w7) (* desplaçament de bits cap a l'esquerra; en 
assemblador
:
shl
 *)
```

## Curiositats

### Precisió dels tipus bàsics
funcions:
```
val
 
precisioSencers
:
 
int
 
option
 
->
 
string
 
=
 
fn
 
prec
 
=>
 
case
 
prec
 
of

					
NONE
 
=>
 
"precisió arbitrària"

					
|
 
SOME
 
v
 
=>
 
Int
.
toString
 
v
 
^
 
" bits"

val
 
precisioReals
:
 
int
 
->
 
string
 
=
 
fn
 
prec
 
=>
 
Int
.
toString
 
prec
 
^
 
" bits"

```

En un ord. x86 Pentium de 32 bits tenim els següents resultats
| estructura del tipus | expressió                                 | valor als compiladors | valor als compiladors                        | valor als compiladors |
| estructura del tipus | expressió                                 | sml (smlnj)           | mlkit                                        | mlton                 |
| -------------------- | ----------------------------------------- | --------------------- | -------------------------------------------- | --------------------- |
| Int                  | precisioSencers Int.precision             | 31 bits               | 31 (predeterminat), 32 (cas de --no_gc)      | 32 bits               |
| LargeInt             | precisioSencers LargeInt.precision        | arbitrària            | arbitrària                                   | arbitrària            |
| Real                 | precisioReals Real.precision              | 53 bits               | precisió no implementada                     | 53 bits               |
| LargeReal            | precisioReals LargeReal.precision         | 53 bits               | precisió no implementada                     | 53 bits               |
| Word                 | Word.toString (Word.fromInt ~1)           | 7FFFFFFF              | 7FFFFFFF (predet.), FFFFFFFF (cas de -no_gc) | FFFFFFFF              |
| LargeWord            | LargeWord.toString (LargeWord.fromInt ~1) | FFFFFFFF              | FFFFFFFF                                     | FFFFFFFFFFFFFFFF      |